# Judit Varga (décoratrice)
Dans le nom hongrois Varga Judit, le nom de famille précède le prénom, mais cet article utilise l’ordre habituel en français Judit Varga, où le prénom précède le nom.
Pour les articles homonymes, voir Judit Varga.
Judit Varga, née en 1977 à Szeged, est une joueuse de squash représentant la Hongrie, puis décoratrice de cinéma. Elle est championne de Hongrie à trois reprises entre 1999 et 2003.

## Biographie
Elle est pratiquante de snowboard participant aux championnats du monde junior puis joueuse de squash, championne de Hongrie à trois reprises. Elle devient ensuite décoratrice de cinéma, nommée pour deux Emmy Awards,.

## Filmographie partielle

### Cinéma
- 2015 : Le Fils de Saul de László Nemes
- 2016 : Spectral de Nic Mathieu
- 2018 : Anna, un jour de Zsófia Szilágyi (directrice de production)
- 2021 : Evolution de Kornél Mundruczó (directrice artistique)

### Télévision
- 2011-2013 : The Borgias (série)

## Palmarès

### Titres
- Championnats de Hongrie : 3 titres (1999, 2001, 2003)